# Мишон, Пьер
Пьер Мишон (фр. Pierre Michon; 28 марта 1945, Шатлю-ле-Марше) — французский писатель.

## Биография
Мать — учительница, рос без отца. Изучал литературу в Клермон-Ферране. Присоединился к небольшой бродячей театральной труппе, путешествовал с ней по Франции. Дебютировал в 1984 году книгой рассказов «Мизерные жизни», которая, как признал сам автор, спасла его от судьбы клошара.

## Произведения
- Мизерные жизни / Vies minuscules, Gallimard (1984, переизд. 1996, премия France Culture), пер. с фр. А. Давыдова, Н. Нефедовой, Е. Туницкой, Москва : Комментарии, 2006
- Жизнь Жозефа Ролена / Vie de Joseph Roulin, Verdier (1988, роман о Ван Гоге)
- Император Запада / L’Empereur d’Occident, иллюстрации Пьера Алешинского, Fata Morgana (1989, переизд. 2007, исторический роман, рус. пер. 2012)
- Maîtres et serviteurs, Verdier (1990)
- Рембо сын / Rimbaud le fils, Gallimard «L’un et l’autre» (1991, переизд. 1993, рус. пер. 2012)
- Лесной царь / Le Roi du bois, avec des gravures de Richard Texier pour certains exemplaires, Éditions infernales (1992, переизд. 1996)
- La Grande Beune, Verdier (1995, переизд. 2006)
- Mythologies d’hiver, Verdier (1997)
- Trois auteurs, Verdier (1997)
- Abbés, Verdier (2002)
- Королевское тело / Corps du roi, Verdier (2002, премия Декабрь), пер. с фр. А. Давыдова, Н. Нефедовой, Е. Туницкой, Москва : Комментарии, 2006
- Le Roi vient quand il veut: propos sur la littérature, Albin Michel (2007, переизд. 2010, эссе о литературе)
- Одиннадцать/ Les Onze, Verdier (2009, переизд 2011; Большая премия Французской академии за роман, роман о Великой Французской революции)
- Vermillon, avec Anne-Lise Broyer, Verdier (2012)

## Признание
Премия Петрарки за совокупность написанного (2010).